# Pletzergassenturm

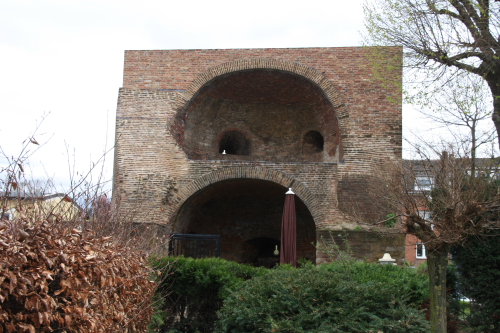
Der Turm

Der Pletzergassenturm ist ein Rest der Stadtbefestigung von Düren in Nordrhein-Westfalen.
Der halbrunde Bastionsturm aus Backsteinen steht zwischen der Straße Am Pletzerturm und der Hohenzollernstraße. Der Turm wurde Anfang des 16. Jahrhunderts erbaut und ist Teil der Dürener Stadtbefestigung. Im Untergeschoss und im Obergeschoss hat der Turm eine Gewölbekuppel.
Das Erdgeschoss des aufwändig restaurierten Pletzergassenturmes wird von einem benachbarten Restaurant in den Sommermonaten für dessen Außengastronomie genutzt.
Das Bauwerk ist unter Nr. 1/010 in die Denkmalliste der Stadt Düren eingetragen.